# Simon Schempp
Simon Schempp (* 14. listopadu 1988, Mutlangen, Bádensko-Württembersko, Německo) je bývalý německý biatlonista, mistr světa v závodu s hromadným startem z rakouského Hochfilzenu v roce 2017 a několikanásobný medailista z mistrovství světa a olympijských her. Jeho partnerkou je německá biatlonistka Franziska Preussová.

## Sportovní kariéra
Na mistrovství světa 2010 v Chanty-Mansijsku, kde byla na programu pouze smíšená štafeta, získal společně se Simone Hauswaldovou, Magdalenou Neunerovou a Arndem Peifferem titul mistra světa. V mužských štafetových závodech pomohl svému týmu k bronzovým medailím na mistrovství světa 2012 v Ruhpoldingu a na mistrovství světa 2013 v Novém Městě na Moravě. Na Mistrovství světa v biatlonu 2015 ve finském Kontiolahti získal zlatou medaili ze štafet s německým týmem. Na šampionátu v roce 2016 v norském Oslu vybojoval se smíšenou a mužskou štafetou stříbrné medaile. Na Mistrovství světa 2017 v rakouském Hochfilzenu ukořistil zlatou medaili ve smíšené štafetě, ke které později přidal i nejcennější ze závodu s hromadným startem, která byla rovněž jeho první individuální z vrcholné akce. Na olympijských hrách v Pchjongčchangu 2018 získal stříbro v závodu s hromadným startem po těsném finiši, v kterém ho o 14 cm porazil Martin Fourcade a se štafetou vybojoval bronz.
Německo reprezentoval již na Zimních olympijských hrách 2010 ve Vancouveru, kde skončil se štafetou na pátém místě.
Ve světovém poháru dokázal zvítězit ve dvanácti individuálních a šesti týmových závodech.

## Výsledky

### Olympijské hry a mistrovství světa
| Sezóna  | D   | Místo                | SP  | SZ  | HZ  | IZ  | ŠT | SŠT | Věk    |
| ------- | --- | -------------------- | --- | --- | --- | --- | -- | --- | ------ |
| 2009/10 | ZOH | Vancouver            | –   | –   | –   | –   | 5. | –   | 21 let |
| 2009/10 | MS  | Chanty-Mansijsk      | –   | –   | –   | –   | –  | 1.  | 21 let |
| 2011/12 | MS  | Ruhpolding           | 19. | 9.  | 26. | 90. | 3. | –   | 23 let |
| 2012/13 | MS  | Nové Město na Moravě | 28. | 18. | 14. | –   | 3. | 12. | 24 let |
| 2013/14 | ZOH | Soči                 | 15. | 6.  | 13. | 16. | 2. | DSQ | 25 let |
| 2014/15 | MS  | Kontiolahti          | 77. | –   | 8.  | 8.  | 1. | –   | 26 let |
| 2015/16 | MS  | Oslo                 | 8.  | 18. | 19. | 16. | 2. | 2.  | 27 let |
| 2016/17 | MS  | Hochfilzen           | 9.  | 10. | 1.  | 13. | 4. | 1.  | 28 let |
| 2017/18 | ZOH | Pchjongčchang        | 7.  | 5.  | 2.  | 36. | 3. | –   | 29 let |

Poznámka: Výsledky z mistrovství světa se započítávají do celkového hodnocení světového poháru, výsledky z olympijských her se dříve započítávaly, od olympijských her v Soči 2014 se nezapočítávají.

### Světový pohár

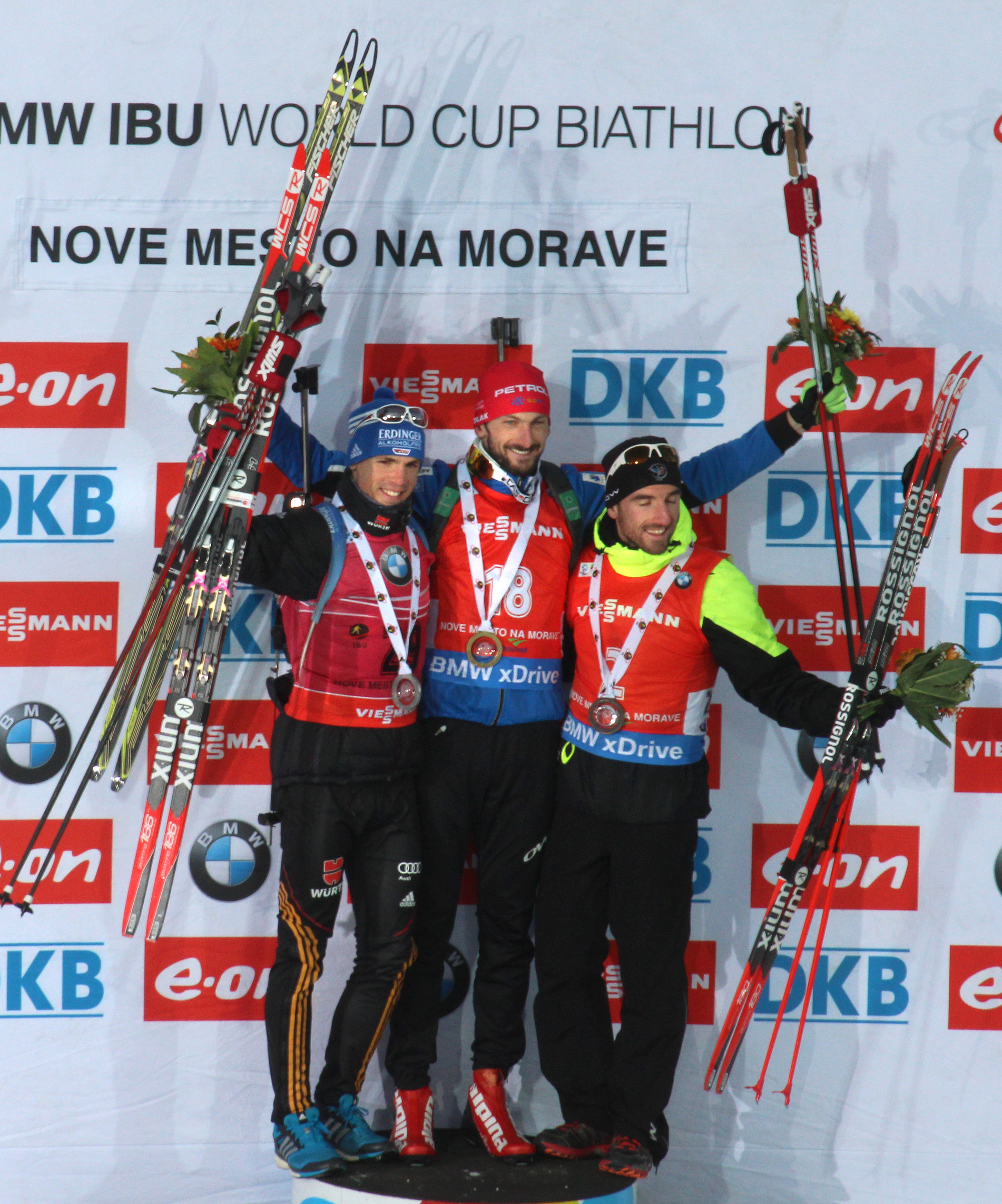
Simon Schempp (vlevo) v roce 2015 v závodě světového poháru v Novém Městě na Moravě

Sezóna 2008/09
| ČSP              | Místo            | SP            | SZ          | HZ          | IZ          | ŠT          | SŠT         | STŘ         |             |
| ---------------- | ---------------- | ------------- | ----------- | ----------- | ----------- | ----------- | ----------- | ----------- | ----------- |
| 7.               | Vancouver        | 17.           | –           | –           | 24.         | 3.          | –           | –           |             |
| 8.               | Trondheim        | nestartoval   | nestartoval | nestartoval | nestartoval | nestartoval | nestartoval | nestartoval | nestartoval |
| 9.               | Chanty-Mansijsk  | 27.           | 10.         | –           | –           | –           | –           | –           |             |
| Celkové umístění | Celkové umístění | 58.           | 54.         | –           | 59.         | 3.          | –           | ?           |             |
| Celkové umístění | Celkové umístění | 86 bodů (60.) |             |             |             | 3.          | –           | ?           |             |

Sezóna 2009/10
| ČSP              | Místo            | SP             | SZ  | HZ | IZ  | ŠT | SŠT | STŘ |
| ---------------- | ---------------- | -------------- | --- | -- | --- | -- | --- | --- |
| 1.               | Östersund        | 57.            | –   | –  | –   | –  | –   | –   |
| 2.               | Hochfilzen       | 57.            | 33. | –  | –   | 3. | –   | –   |
| 3.               | Pokljuka         | 42.            | 10. | –  | 43. | –  | –   | –   |
| 4.               | Oberhof          | 56.            | –   | –  | –   | 3. | –   | –   |
| 5.               | Ruhpolding       | 60.            | –   | –  | –   | –  | –   | –   |
| 6.               | Anterselva       | 89.            | –   | –  | –   | –  | –   | –   |
| 7.               | Kontiolahti      | 15             | 12. | –  | –   | –  | 2.  | –   |
| 8.               | Oslo             | 9.             | 2.  | –  | –   | –  | –   | –   |
| 9.               | Chanty-Mansijsk  | 7.             | –   | –  | –   | –  | 1.  | –   |
| Celkové umístění | Celkové umístění | 36.            | 13. | –  | nkl | 5. | 1.  | 89% |
| Celkové umístění | Celkové umístění | 216 bodů (36.) |     |    |     | 5. | 1.  | 89% |

Sezóna 2010/11
| ČSP              | Místo            | SP            | SZ  | HZ | IZ  | ŠT | SŠT | STŘ |
| ---------------- | ---------------- | ------------- | --- | -- | --- | -- | --- | --- |
| 1.               | Östersund        | 50.           | 28. | –  | 28. | –  | –   | –   |
| 2.               | Hochfilzen       | 76.           | –   | –  | –   | 4. | –   | –   |
| 4.               | Oberhof          | 43.           | –   | –  | –   | –  | –   | –   |
| Celkové umístění | Celkové umístění | nkl           | 70. | –  | 60. | 2. | –   | ?   |
| Celkové umístění | Celkové umístění | 26 bodů (87.) |     |    |     | 2. | –   | ?   |

Sezóna 2011/12
| ČSP              | Místo                | SP             | SZ          | HZ          | IZ          | ŠT          | SŠT         | STŘ         |             |
| ---------------- | -------------------- | -------------- | ----------- | ----------- | ----------- | ----------- | ----------- | ----------- | ----------- |
| 1.               | Östersund            | 35.            | 11.         | –           | 3.          | –           | –           | –           |             |
| 2.               | Hochfilzen           | 32.            | 16.         | –           | –           | 6.          | –           | –           |             |
| 3.               | Hochfilzen           | 4.             | 22.         | –           | –           | –           | –           | –           |             |
| 4.               | Oberhof              | 19.            | –           | 21.         | –           | 4.          | –           | –           |             |
| 5.               | Nové Město na Moravě | 33.            | 28.         | –           | 30.         | –           | –           | –           |             |
| 6.               | Anterselva           | DNS            | –           | –           | –           | –           | –           | –           |             |
| 7.               | Oslo                 | 35.            | 28.         | 16.         | –           | –           | –           | –           |             |
| 8.               | Kontiolahti          | nestartoval    | nestartoval | nestartoval | nestartoval | nestartoval | nestartoval | nestartoval | nestartoval |
| 9.               | Chanty-Mansijsk      | 55.            | DNS         | –           | –           | –           | –           | –           |             |
| Celkové umístění | Celkové umístění     | 28.            | 21.         | 27.         | 4.          | 5.          | –           | 82%         |             |
| Celkové umístění | Celkové umístění     | 367 bodů (26.) |             |             |             | 5.          | –           | 82%         |             |

Sezóna 2012/13
| ČSP              | Místo            | SP             | SZ          | HZ          | IZ          | ŠT          | SŠT         | STŘ         |             |
| ---------------- | ---------------- | -------------- | ----------- | ----------- | ----------- | ----------- | ----------- | ----------- | ----------- |
| 1.               | Östersund        | 11.            | 20.         | –           | 35.         | –           | 4.          | –           |             |
| 2.               | Hochfilzen       | 52.            | 26.         | –           | –           | 6.          | –           | –           |             |
| 3.               | Pokljuka         | 15.            | 9.          | 17.         | –           | –           | –           | –           |             |
| 4.               | Oberhof          | 29.            | 26.         | –           | –           | 3.          | –           | –           |             |
| 5.               | Ruhpolding       | 16.            | –           | 5.          | –           | 4.          | –           | –           |             |
| 6.               | Anterselva       | 20.            | 49.         | –           | –           | –           | –           | –           |             |
| 7.               | Oslo             | 74.            | –           | 30.         | –           | –           | –           | –           |             |
| 8.               | Soči             | nestartoval    | nestartoval | nestartoval | nestartoval | nestartoval | nestartoval | nestartoval | nestartoval |
| 9.               | Chanty-Mansijsk  | nestartoval    | nestartoval | nestartoval | nestartoval | nestartoval | nestartoval | nestartoval | nestartoval |
| Celkové umístění | Celkové umístění | 27.            | 32.         | 17.         | 63.         | 4.          | 7.          | 85%         |             |
| Celkové umístění | Celkové umístění | 341 bodů (29.) |             |             |             | 4.          | 7.          | 85%         |             |

Sezóna 2013/14
| ČSP              | Místo            | SP             | SZ          | HZ          | IZ          | ŠT          | SŠT         | STŘ         |             |
| ---------------- | ---------------- | -------------- | ----------- | ----------- | ----------- | ----------- | ----------- | ----------- | ----------- |
| 1.               | Östersund        | nestartoval    | nestartoval | nestartoval | nestartoval | nestartoval | nestartoval | nestartoval | nestartoval |
| 2.               | Hochfilzen       | 8.             | 6.          | –           | –           | 6.          | –           | –           |             |
| 3.               | Annecy           | 5.             | 18.         | –           | –           | 1.          | –           | –           |             |
| 4.               | Oberhof          | 24             | 22.         | 21.         | –           | –           | –           | –           |             |
| 5.               | Ruhpolding       | –              | 11.         | –           | 9.          | 2.          | –           | –           |             |
| 6.               | Anterselva       | 1.             | 1.          | –           | –           | 3.          | –           | –           |             |
| 7.               | Pokljuka         | –              | –           | 25.         | –           | –           | –           | –           |             |
| 8.               | Kontiolahti      | 10.            | 9.          | –           | –           | –           | –           | –           |             |
| 8.               | Kontiolahti      | 20.            | 9.          | –           | –           | –           | –           | –           |             |
| 9.               | Oslo             | 30.            | 23.         | 15.         | –           | –           | –           | –           |             |
| Celkové umístění | Celkové umístění | 11.            | 6.          | 17.         | 20.         | 1.          | –           | 89%         |             |
| Celkové umístění | Celkové umístění | 528 bodů (10.) |             |             |             | 1.          | –           | 89%         |             |

Sezóna 2014/15
| ČSP              | Místo                | SP            | SZ  | HZ  | IZ  | ŠT | SŠT | STŘ |
| ---------------- | -------------------- | ------------- | --- | --- | --- | -- | --- | --- |
| 1.               | Östersund            | 11.           | 6.  | –   | 25. | –  | 3.  | –   |
| 2.               | Hochfilzen           | 2.            | 2.  | –   | –   | 5. | –   | –   |
| 3.               | Pokljuka             | 6.            | 19. | 20. | –   | –  | –   | –   |
| 4.               | Oberhof              | 30.           | –   | 10. | –   | 4. | –   | –   |
| 5.               | Ruhpolding           | 2.            | –   | 1.  | –   | 2. | –   | –   |
| 6.               | Anterselva           | 1.            | 1.  | –   | –   | 2. | –   | –   |
| 7.               | Nové Město na Moravě | 2.            | 2.  | –   | –   | –  | –   | –   |
| 8.               | Oslo                 | 13.           | –   | –   | 27. | 2. | –   | –   |
| 9.               | Chanty-Mansijsk      | 16.           | DNS | –   | –   | –  | –   | –   |
| Celkové umístění | Celkové umístění     | 3.            | 4.  | 7.  | 14. | 3. | 5.  | 87% |
| Celkové umístění | Celkové umístění     | 792 bodů (4.) |     |     |     | 3. | 5.  | 87% |

Sezóna 2015/16
| ČSP              | Místo            | SP            | SZ          | HZ          | IZ          | ŠT          | SŠT         | SZD         | STŘ         |
| ---------------- | ---------------- | ------------- | ----------- | ----------- | ----------- | ----------- | ----------- | ----------- | ----------- |
| 1.               | Östersund        | 77.           | –           | –           | 2.          | –           | 2.          | –           | –           |
| 2.               | Hochfilzen       | 1.            | 2.          | –           | –           | 5.          | –           | –           | –           |
| 3.               | Pokljuka         | 1.            | 1.          | 4.          | –           | –           | –           | –           | –           |
| 4.               | Ruhpolding       | DNS           | –           | –           | –           | –           | –           | –           | –           |
| 5.               | Ruhpolding       | –             | –           | 6.          | DNS         | –           | –           | –           | –           |
| 6.               | Anterselva       | 1.            | 2.          | –           | –           | 2.          | –           | –           | –           |
| 7.               | Canmore          | 3.            | –           | 21.         | –           | –           | 1.          | –           | –           |
| 8.               | Presque Isle     | nestartoval   | nestartoval | nestartoval | nestartoval | nestartoval | nestartoval | nestartoval | nestartoval |
| 9.               | Chanty-Mansijsk  | 2.            | 1.          | ZRU         | –           | –           | –           | –           | –           |
| Celkové umístění | Celkové umístění | 2.            | 6.          | 14.         | 9.          | 3.          | 2.          | 2.          | 87%         |
| Celkové umístění | Celkové umístění | 769 bodů (4.) |             |             |             | 3.          | 2.          | 2.          | 87%         |

Sezóna 2016/17
| ČSP              | Místo                | SP            | SZ          | HZ          | IZ          | ŠT          | SŠT         | SZD         | STŘ         |
| ---------------- | -------------------- | ------------- | ----------- | ----------- | ----------- | ----------- | ----------- | ----------- | ----------- |
| 1.               | Östersund            | 21.           | 9.          | –           | 46.         | –           | –           | –           |             |
| 2.               | Pokljuka             | 6.            | 5.          | –           | –           | 3.          | –           | –           |             |
| 3.               | Nové Město na Moravě | 17.           | 4.          | 2.          | –           | –           | –           | –           |             |
| 4.               | Oberhof              | 6.            | 20.         | 1.          | –           | –           | –           | –           |             |
| 5.               | Ruhpolding           | 5.            | 7.          | –           | –           | 3.          | –           | –           |             |
| 6.               | Anterselva           | –             | –           | 7.          | 5.          | 1.          | –           | –           |             |
| 7.               | Pchjongčchang        | nestartoval   | nestartoval | nestartoval | nestartoval | nestartoval | nestartoval | nestartoval | nestartoval |
| 8.               | Kontiolahti          | nestartoval   | nestartoval | nestartoval | nestartoval | nestartoval | nestartoval | nestartoval | nestartoval |
| 9.               | Holmenkollen         | 24.           | 11.         | 20.         | –           | –           | –           | –           |             |
| Celkové umístění | Celkové umístění     | 11.           | 6.          | 2.          | 13.         | 3.          | –           | –           | 89%         |
| Celkové umístění | Celkové umístění     | 741 bodů (5.) |             |             |             | 3.          | –           | –           | 89%         |

Sezóna 2017/18
| ČSP              | Místo            | SP             | SZ   | HZ  | IZ  | ŠT | SŠT | SZD | STŘ |
| ---------------- | ---------------- | -------------- | ---- | --- | --- | -- | --- | --- | --- |
| 1.               | Östersund        | 5.             | 16.  | –   | 16. | –  | –   | –   |     |
| 2.               | Hochfilzen       | 4.             | 4.   | –   | –   | 2. | –   | –   |     |
| 3.               | Annecy           | 4.             | 5.   | 25. | –   | –  | –   | –   |     |
| 4.               | Oberhof          | 34.            | DNS  | –   | –   | –  | –   | –   |     |
| 5.               | Ruhpolding       | –              | –    | 6.  | 13. | 4. | –   | –   |     |
| 6.               | Anterselva       | 20.            | DNS  | –   | –   | –  | –   | –   |     |
| 7.               | Kontiolahti      | 8.             | –    | 16. | –   | –  | –   | –   |     |
| 8.               | Holmenkollen     | 53.            | 345. | –   | –   | 5. | –   | –   |     |
| 9.               | Ťumeň            | 17.            | 15.  | 29. | –   | –  | –   | –   |     |
| Celkové umístění | Celkové umístění | 7.             | 16.  | 25. | 9.  | 4. | –   | –   |     |
| Celkové umístění | Celkové umístění | 484 bodů (12.) |      |     |     | 4. | –   | –   |     |

Sezóna 2018/19
| ČSP              | Místo                | SP             | SZ          | HZ          | IZ          | ŠT          | SŠT         | SZD         | STŘ         |
| ---------------- | -------------------- | -------------- | ----------- | ----------- | ----------- | ----------- | ----------- | ----------- | ----------- |
| 1.               | Pokljuka             | 40.            | 26.         | –           | 5.          | –           | –           | –           |             |
| 2.               | Hochfilzen           | 25.            | 8.          | –           | –           | 3.          | –           | –           |             |
| 3.               | Nové Město na Moravě | 29.            | 44.         | 23.         | –           | –           | –           | –           |             |
| 4.               | Oberhof              | 70.            | –           | –           | –           | 8.          | –           | –           |             |
| 5.               | Ruhpolding           | nestartoval    | nestartoval | nestartoval | nestartoval | nestartoval | nestartoval | nestartoval | nestartoval |
| 6.               | Anterselva           | nestartoval    | nestartoval | nestartoval | nestartoval | nestartoval | nestartoval | nestartoval | nestartoval |
| 7.               | Canmore              | nestartoval    | nestartoval | nestartoval | nestartoval | nestartoval | nestartoval | nestartoval | nestartoval |
| 8.               | Soldier Hollow       | nestartoval    | nestartoval | nestartoval | nestartoval | nestartoval | nestartoval | nestartoval | nestartoval |
| 9.               | Holmenkollen         | nestartoval    | nestartoval | nestartoval | nestartoval | nestartoval | nestartoval | nestartoval | nestartoval |
| Celkové umístění | Celkové umístění     | 56.            | 39.         | 40.         | 27.         | 3.          | –           | –           |             |
| Celkové umístění | Celkové umístění     | 134 bodů (44.) |             |             |             | 3.          | –           | –           |             |

Sezóna 2019/20
| ČSP              | Místo                | SP             | SZ          | HZ          | IZ          | ŠT          | SŠT         | SZD         | STŘ         |
| ---------------- | -------------------- | -------------- | ----------- | ----------- | ----------- | ----------- | ----------- | ----------- | ----------- |
| 1.               | Östersund            | 32.            | –           | –           | 53.         |             | 7.          | –           |             |
| 2.               | Hochfilzen           | 26.            | 28.         | –           | –           | –           | –           | –           |             |
| 3.               | Annecy               | 32.            | 10.         | 24.         | –           | –           | –           | –           |             |
| 4.               | Oberhof              | 43.            | –           | 27.         | –           | –           | –           | –           |             |
| 5.               | Ruhpolding           | nestartoval    | nestartoval | nestartoval | nestartoval | nestartoval | nestartoval | nestartoval | nestartoval |
| 6.               | Pokljuka             | nestartoval    | nestartoval | nestartoval | nestartoval | nestartoval | nestartoval | nestartoval | nestartoval |
| 7.               | Nové Město na Moravě | 21.            | –           | –           | –           | 5.          | –           | –           |             |
| 8.               | Kontiolahti          | 45.            | 43.         | –           | –           | –           | zrušeno     | zrušeno     |             |
| 9.               | Holmenkollen         | zrušeno        | zrušeno     | zrušeno     | zrušeno     | zrušeno     | zrušeno     | zrušeno     |             |
| Celkové umístění | Celkové umístění     | 44.            | 32.         | 41.         | –           | 3.          | 3.          | 3.          |             |
| Celkové umístění | Celkové umístění     | 134 bodů (44.) |             |             |             | 3.          | 3.          | 3.          |             |

Sezóna 2020/21
| ČSP              | Místo                    | SP          | SZ          | HZ          | IZ          | ŠT          | SŠT         | SZD         | STŘ         |
| ---------------- | ------------------------ | ----------- | ----------- | ----------- | ----------- | ----------- | ----------- | ----------- | ----------- |
| 1.               | Kontiolahti              | nestartoval | nestartoval | nestartoval | nestartoval | nestartoval | nestartoval | nestartoval | nestartoval |
| 2.               | Kontiolahti (2)          | nestartoval | nestartoval | nestartoval | nestartoval | nestartoval | nestartoval | nestartoval | nestartoval |
| 3.               | Hochfilzen               | nestartoval | nestartoval | nestartoval | nestartoval | nestartoval | nestartoval | nestartoval | nestartoval |
| 4.               | Hochfilzen (2)           | nestartoval | nestartoval | nestartoval | nestartoval | nestartoval | nestartoval | nestartoval | nestartoval |
| 5.               | Oberhof                  | 58.         | 45.         | –           | –           | –           | –           | –           | 93 %        |
| 6.               | Oberhof (2)              | nestartoval | nestartoval | nestartoval | nestartoval | nestartoval | nestartoval | nestartoval | nestartoval |
| 7.               | Anterselva               | nestartoval | nestartoval | nestartoval | nestartoval | nestartoval | nestartoval | nestartoval | nestartoval |
| 8.               | Nové Město na Moravě     | nestartoval | nestartoval | nestartoval | nestartoval | nestartoval | nestartoval | nestartoval | nestartoval |
| 9.               | Nové Město na Moravě (2) | nestartoval | nestartoval | nestartoval | nestartoval | nestartoval | nestartoval | nestartoval | nestartoval |
| 10.              | Östersund                |             |             |             | –           | –           | –           | –           |             |
| Celkové umístění | Celkové umístění         | –           | –           | –           | –           | –           | –           | –           |             |
| Celkové umístění | Celkové umístění         | 0 bodů      |             |             |             | –           | –           | –           |             |

### Juniorská mistrovství
Zúčastnil se tří juniorských šampionátů v biatlonu. Celkově na těchto šampionátech získal dvě zlaté medailí, z toho všechny vybojoval se štafetami, k tomu ještě přidal jednu stříbrnou a jednu bronzovou medaili ze stíhacího závodu a jedno bronzové umístění ze štafet.
| Sezóna  | D   | Místo      | SP | SZ | IZ | ŠT | Věk    |
| ------- | --- | ---------- | -- | -- | -- | -- | ------ |
| 2006/07 | MSJ | Martell    | 4. | 3. | 5. | 1. | 18 let |
| 2007/08 | MSJ | Ruhpolding | 5. | 5. | 9. | 3. | 19 let |
| 2008/09 | MSJ | Canmore    | 6. | 2. | 5. | 1. | 20 let |

## Vítězství v závodech SP

### Individuální
Nejúspěšnějším podnikem je pro něj italská Anterselva, kde dokázal triumfovat hned pětkrát.
| Datum:            | Místo:                       | Disciplína:               |
| ----------------- | ---------------------------- | ------------------------- |
| 17. ledna 2014    | Antholz (Anterselva), Itálie | sprint                    |
| 18. ledna 2014    | Antholz (Anterselva), Itálie | stíhací závod             |
| 18. ledna 2015    | Ruhpolding, Německo          | závod s hromadným startem |
| 22. ledna 2015    | Antholz (Anterselva), Itálie | sprint                    |
| 24. ledna 2015    | Antholz (Anterselva), Itálie | stíhací závod             |
| 11. prosince 2015 | Hochfilzen, Rakousko         | sprint                    |
| 17. prosince 2015 | Pokljuka, Slovinsko          | sprint                    |
| 19. prosince 2015 | Pokljuka, Slovinsko          | stíhací závod             |
| 22. ledna 2016    | Antholz (Anterselva), Itálie | sprint                    |
| 19. března 2016   | Chanty-Mansijsk, Rusko       | stíhací závod             |
| 8. ledna 2017     | Oberhof, Německo             | závod s hromadným startem |
| 19. února 2017    | Hochfilzen, Rakousko (MS)    | závod s hromadným startem |

### Kolektivní
| Datum:            | Místo:                      | Disciplína:     |
| ----------------- | --------------------------- | --------------- |
| 28. března 2010   | Chanty-Mansijsk, Rusko (MS) | smíšená štafeta |
| 13. prosince 2013 | Annecy, Francie             | štafeta         |
| 14. března 2015   | Kontiolahti, Finsko (MS)    | štafeta         |
| 7. února 2016     | Canmore, Kanada             | smíšená štafeta |
| 21. ledna 2017    | Anterselva, Itálie          | štafeta         |
| 9. února 2017     | Hochfilzen, Rakousko (MS)   | smíšená štafeta |